# Molophilus colossus
Molophilus colossus är en tvåvingeart som beskrevs av Alexander 1929. Molophilus colossus ingår i släktet Molophilus och familjen småharkrankar. Inga underarter finns listade i Catalogue of Life.